# 김선빈 (배우)
김선빈(1978년 2월 5일 ~ )은 대한민국의 배우이다.

## 출연작

### 영화
- 《여타짜》 (2021년) - 진수 역
- 《링링》 (2019년) - 아빠 역
- 《우상》 (2019년) - 출입국 사무소 직원 역
- 《루시드 드림》 (2017년) - 안상준 역
- 《섬. 사라진 사람들》 (2016년) - 파출소장 역
- 《개: dog eat dog》 (2015년) - 형신 역
- 《쎄시봉》 (2015년) - 형사 1 역
- 《야간비행》 (2014년) - 학생주임 역
- 《설인》 (2013년) - 경찰정국 역
- 《남쪽으로 튀어》 (2013년) - 기자 역
- 《물고기》 (2013년) - 흥신소 역
- 《시선 너머》 (2011년) - 주인집남자 역
- 《애정만세》 (2011년)
- 《두 개의 밤》 (2010년) - 윤식 역
- 《괴롭히는 여자》 (2010년) - 상철 역
- 《코스모스 노래방》 (2009년) - 선빈 역
- 《똥파리》 (2009년) - 의사 역
- 《모던 보이》 (2008년) - 사애 단원 역
- 《아름답다》 (2008년) - 작업남 역
- 《이브는 수고로이 해산하고》 (2007년) - 유석 역
- 《이공》 (2005년)
- 《투 더 21st》 (2003년)

### 드라마
- 《킬잇》 (2019년, OCN)
- 《일단 뜨겁게 청소하라》 (2018년, JTBC)
- 《품위있는 그녀》 (2017년, JTBC) - 한민기 역
- 《얘네들 MONEY?!》 (2016년, 네이버 TV캐스트) - 시환 부 역 (특별출연)
- 《청춘시대》 (2016년, JTBC)
- 《에이스》 (2015년, SBS) - 남자 1 역
- 《실종느와르 M》 (2015년, OCN) - 편의점 주인 역
- 《나쁜 녀석들》 (2014년, OCN) - 양시철 역
- 《연애조작단; 시라노》 (2013년, tvN) - 정일도 역